# Olinto

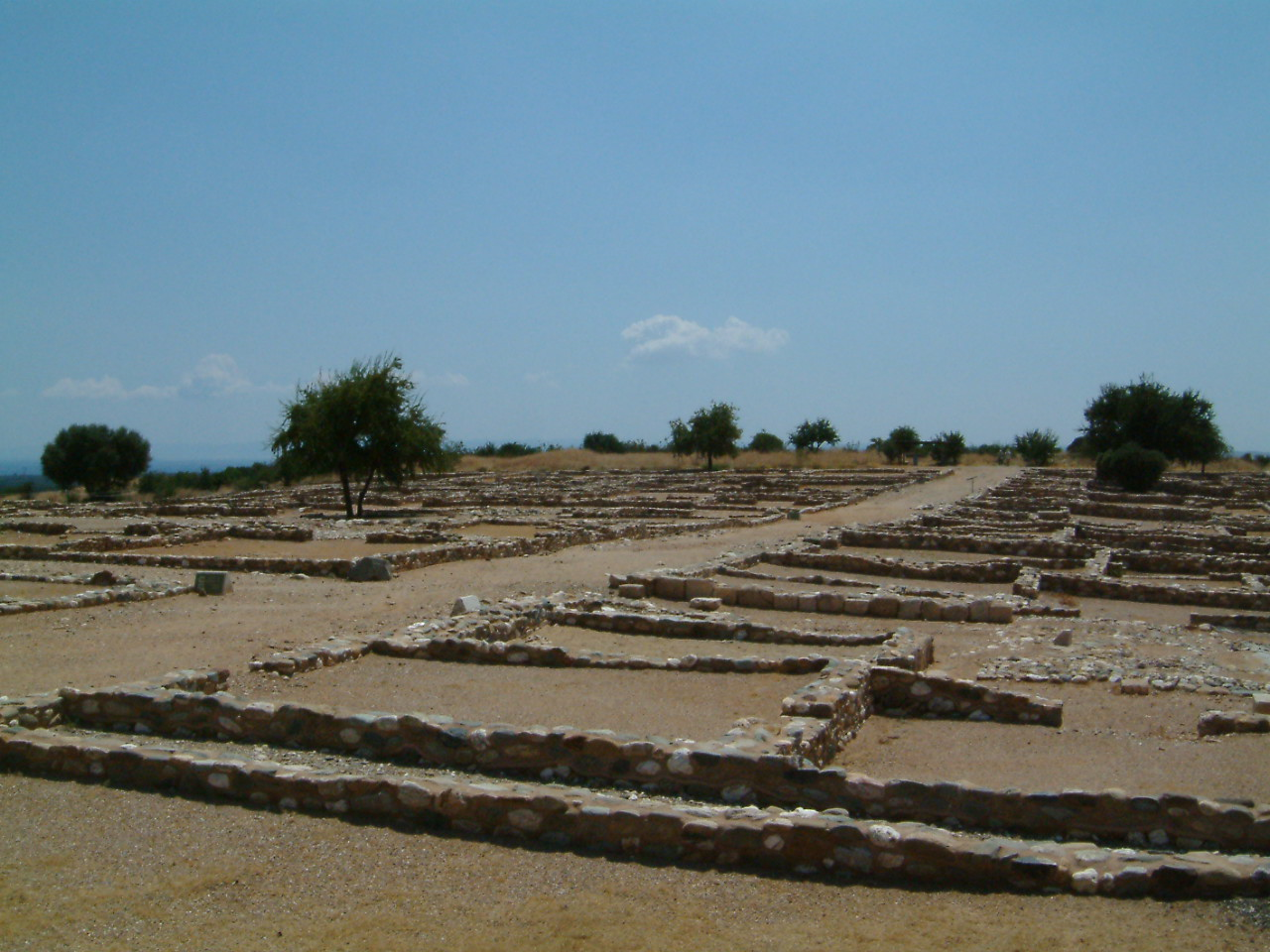
I resti di Olinto

Olinto (in greco antico: Ὄλυνθος?, Òlynthos) era un'antica città greca della penisola Calcidica, che sorgeva sulla sinistra del fiume omonimo, a due chilometri dal mare, su due modesti rilievi della pianura che si distende dinanzi al golfo di Torone.

## Storia
Olynthos fu fondata dai calcidesi nel VI secolo a.C., come narrano Tucidide, Libanio, il retore maestro dell'imperatore Giuliano e anche Demostene, nella sua introduzione alle orazioni Olintiche pronunciate nell'estate del 349 a.C. per sollecitare l'intervento di Atene in difesa della città, meno di un anno prima della sua distruzione, operata da Filippo II di Macedonia nel 348 a.C.
Originalmente indigena, divenne greca intorno al V secolo a.C., quando venne popolata da popolazioni di lingua greca. Nel 432 a.C. fu coinvolta nella guerra tra Potidea ed Atene, una delle prime avvisaglie dell'imminente seconda guerra del Peloponneso: secondo Tucidide, Perdicca convinse i calcidesi ad abbandonare le loro città costiere per trasferirsi nella fortificata Olinto, che in conseguenza divenne una grande e importante città, che si estese su una collinetta a nord della città vecchia. Il nucleo antico della città non fu abbandonato e mantenne la sua irregolare struttura urbanistica, nella quale gli scavi hanno identificato il Bouleuterion, il luogo riservato alle assemblee dei cittadini. 
La città fu a capo della Lega Calcidica, ottenendo l'indipendenza da Atene dopo la pace stipulata tra Atene e Sparta nel 421 a.C., avendo combattuto nella guerra del Peloponneso prima contro gli ateniesi, poi contro gli spartani. Alleata di Filippo, combatté ancora contro Atene, ottenendo in cambio dell'alleanza le città di Amunte e di Potidea. 
Sospettando poi che Filippo volesse impadronirsi del suo territorio, Olinto si alleò con Atene contro il re macedone, ma questi pose l'assedio alla città conquistandola grazie al tradimento dei comandanti militari della città, che fu completamente distrutta. Gli abitanti, ridotti in schiavitù, furono deportati in Tracia e in Macedonia.

## Gli scavi archeologici

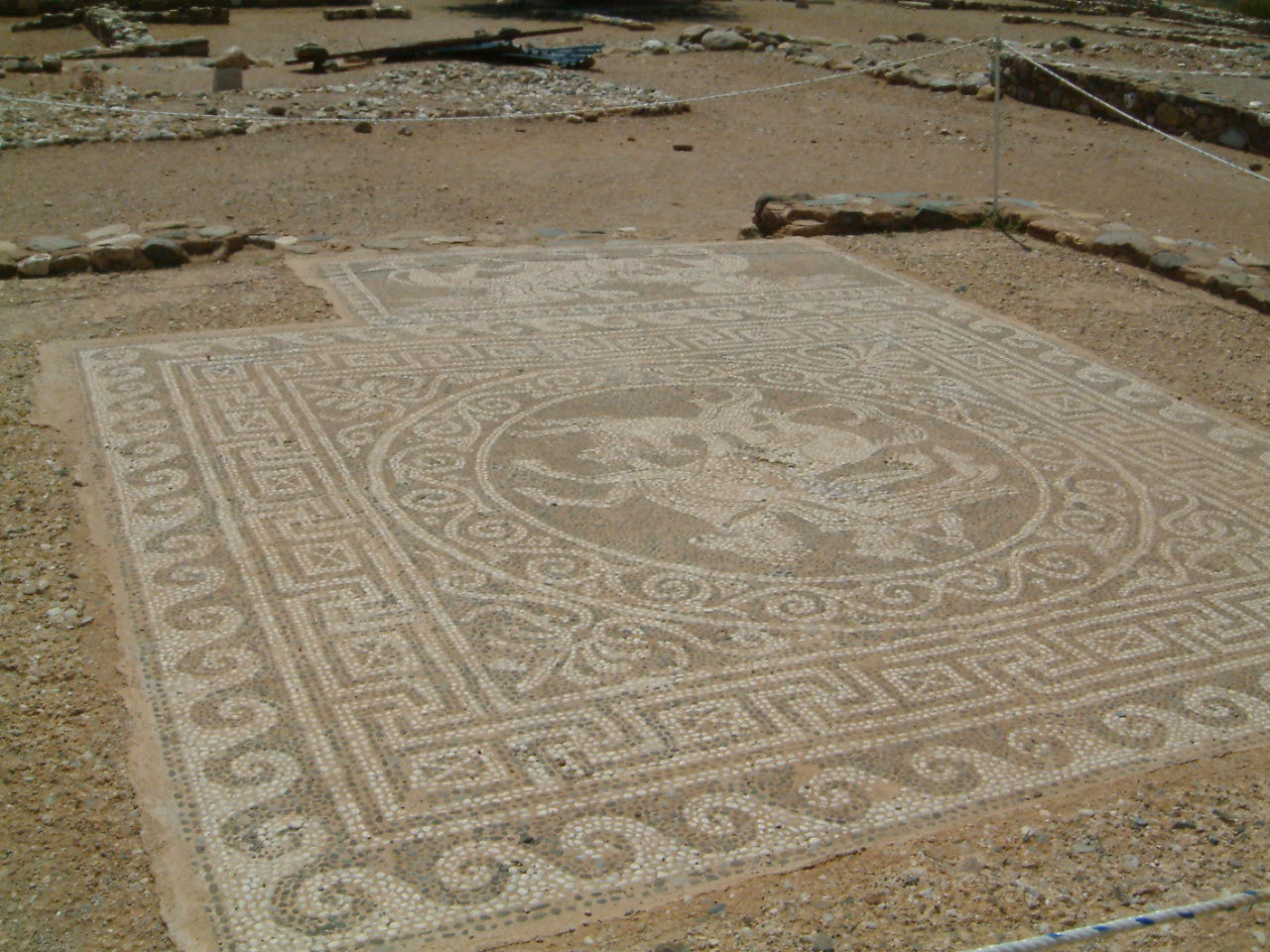
Il mosaico di Bellerofonte

La ricchezza della città, descritta da Libanio, è stata dimostrata dagli scavi archeologici. Era attraversata da almeno sette strade, con orientamento Nord-Sud, attraversate perpendicolarmente da altrettante strade in direzione Est-Ovest, formando così isolati di case di eguali dimensioni, 86,30 x 35,50 m. Tutte le strade misuravano 5 m di larghezza, salvo una centrale di direzione Nord-Sud, che misurava poco più di 7 m e che sboccava a sud in una larga spianata, l'agorà.

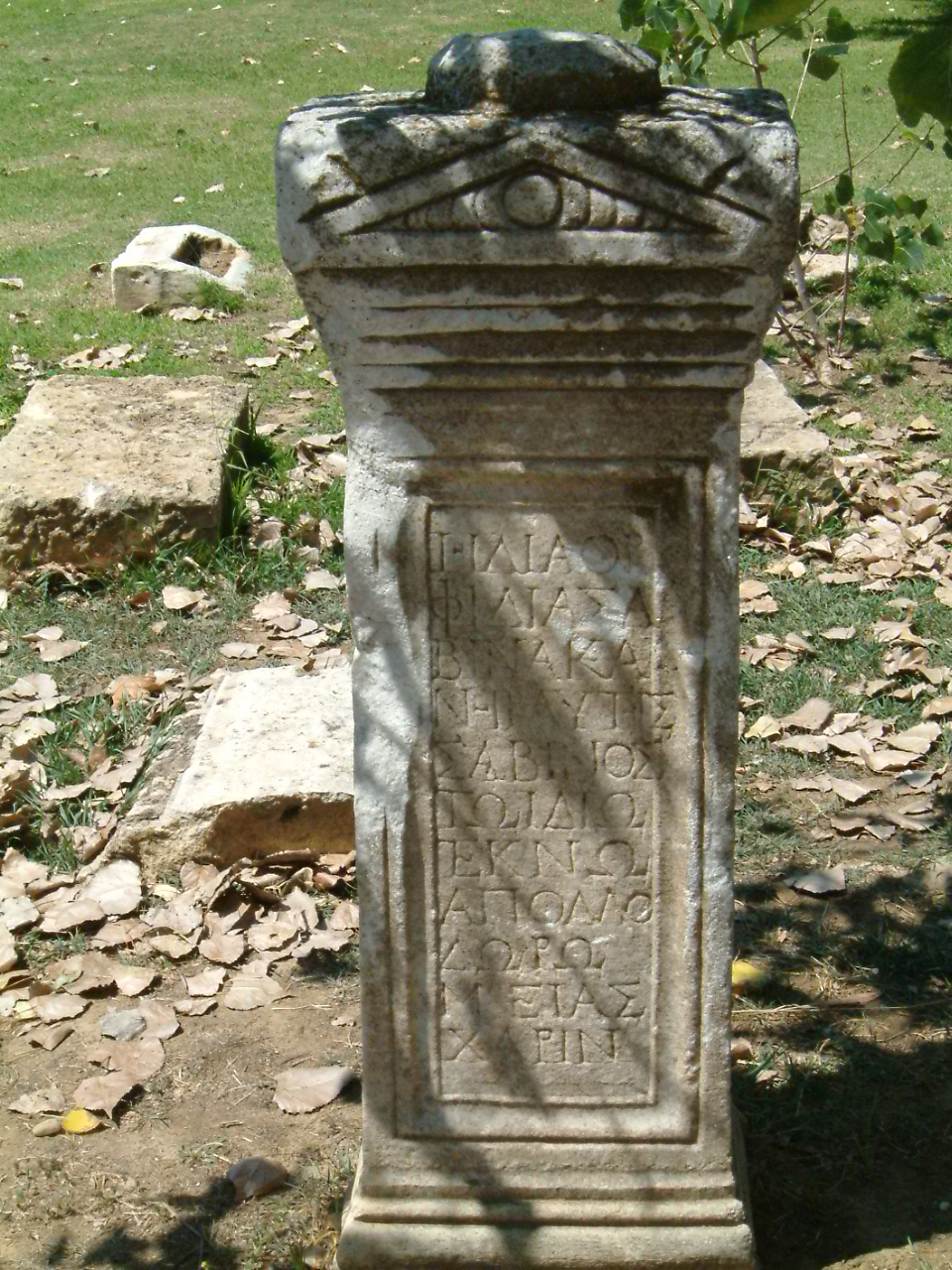
Cippo funerario a Olinto

Nella Olinto classica gli isolati erano composti da un numero variabile di case – da 5 a 10 – a due piani, orientate a mezzogiorno, con mura in mattoni su uno zoccolo di pietra. Una sola porta d'ingresso introduceva a un vestibolo e di qui al cortile dal quale si accedeva a un portico, volto a nord, con pilastrini di legno su basi e capitelli di pietra, a volte con pavimento in mosaico. È stato portato alla luce un mosaico rappresentante la lotta tra l'eroe Bellerofonte, in sella a Pegaso, e la Chimera, che ha un corpo e una testa da leone, un'altra testa di capra e una coda da serpente. 
Dal portico si accedeva alle stanze da letto, da pranzo, alla cucina con focolare in pietra munito di camino e, eccezione nel mondo greco, a una camera con vasca da bagno in terracotta. Dal cortile si accedeva per una scala al secondo piano dove erano le camere della servitù e il talamo coniugale. Rari erano i pozzi e le cisterne di raccolta dell'acqua piovana presenti nelle case, che si rifornivano alla fonte pubblica, attivata mediante un condotto sotterraneo da una sorgente che si trovava a circa 8 km.
È stata scavata anche una villa che presenta un peristilio completo da cui si diramano grandi stanze, a testimonianza della ricchezza del proprietario. In due camere comunicanti il pavimento porta iscrizioni che alludono alla Tyche e ad Afrodite, mentre le pareti sono decorate in un policromo che ricorda il successivo primo stile pompeiano. Un'altra casa presenta un vestibolo rivestito di mosaici e l'andron, la sala riservata agli uomini, decorato con un Trionfo di Dioniso.